# Spezzano della Sila
Spezzano della Sila é uma comuna italiana da região da Calábria, província de Cosenza, com cerca de 4.849 habitantes. Estende-se por uma área de 79 km², tendo uma densidade populacional de 61 hab/km². Faz fronteira com Casole Bruzio, Celico, Longobucco, Spezzano Piccolo.

## Demografia
| Variação demográfica do município entre 1861 e 2011                               |
|                                                                                   |
| Fonte: Istituto Nazionale di Statistica (ISTAT) - Elaboração gráfica da Wikipedia |